# Robert Folie
Robert Simon Alfred Ghislain Folie (Villers-la-Ville, 11 september 1941 - Saint-Gérard, 15 december 2020) was een Belgische atleet, die gespecialiseerd was in de lange afstand en het veldlopen. Hij werd eenmaal Belgisch kampioen.

## Biografie
Folie werd in 1967 Belgisch kampioen op de 10.000 m. In 1967 en 1968 nam hij deel aan de Landencross met een dertigste plaats als beste resultaat.
Hij is in 1969 gestopt met atletiek wegens knieblessures.
Folie was aangesloten bij Elsene AC en stapte over naar FC Luik. Na zijn actieve carrière werd hij voorzitter van Rixensart-Waver AC (RIWA) en lid van het Uitvoerend comité van de atletiekbond LBFA.

## Belgische kampioenschappen
| onderdeel | jaar |
| --------- | ---- |
| 10.000 m  | 1967 |

## Persoonlijke records
| Onderdeel | Prestatie | Datum |
| --------- | --------- | ----- |
| 3000 m    | 8.08,0    |       |
| 5000 m    | 14.01     |       |
| 10.000 m  | 29.39,4   |       |

## Palmares

### 5000 m
- 1966 :  BK AC

### 10.000 m
- 1967:  BK AC - 30.12,6
- 1968:  BK AC

### veldlopen
- 1967: 30e Landencross in Barry
- 1968: 49e Landencross in Tunis